# سليمان بن كثير
سليمان بن كثير كان من صَحب الحسين بن علي، وممّن استُشهد في معركة كربلاء. وقد ورد اسمه في الزيارة الرجبية للحسين بن علي والزيارة لعلي أكبر وغيره من شهداء كربلاء.
وقد ظن البعض أنه من الممكن أن يكون هو في الحقيقة مسلم بن كثير الأزدي. لم يُعثر على أي معلومات عن شخصيته أو حياته أو نسبه أو عائلته.